# Waxholmsbolaget

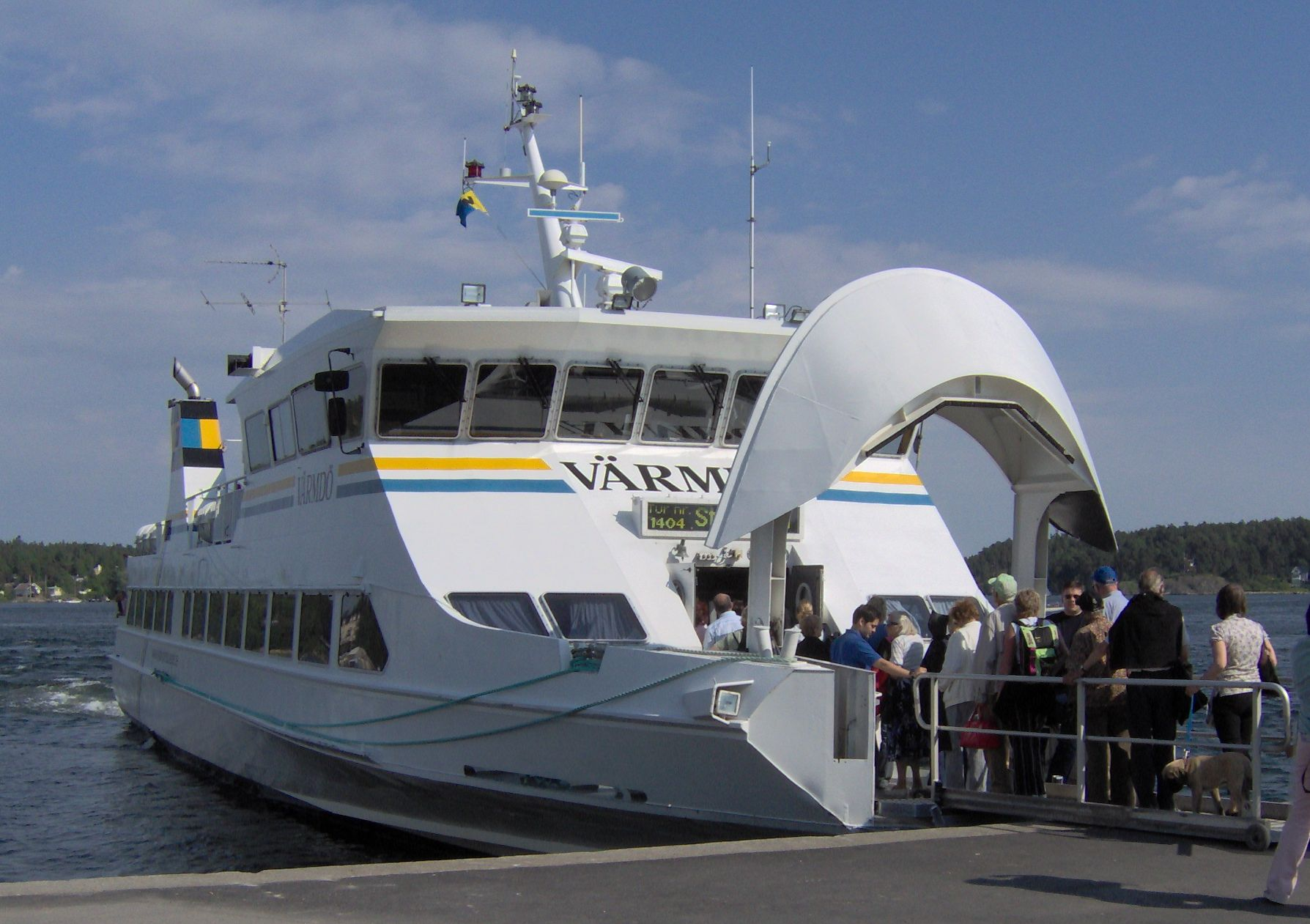
Waxholmsbolagets fartyg m/s Värmdö i Waxholm.

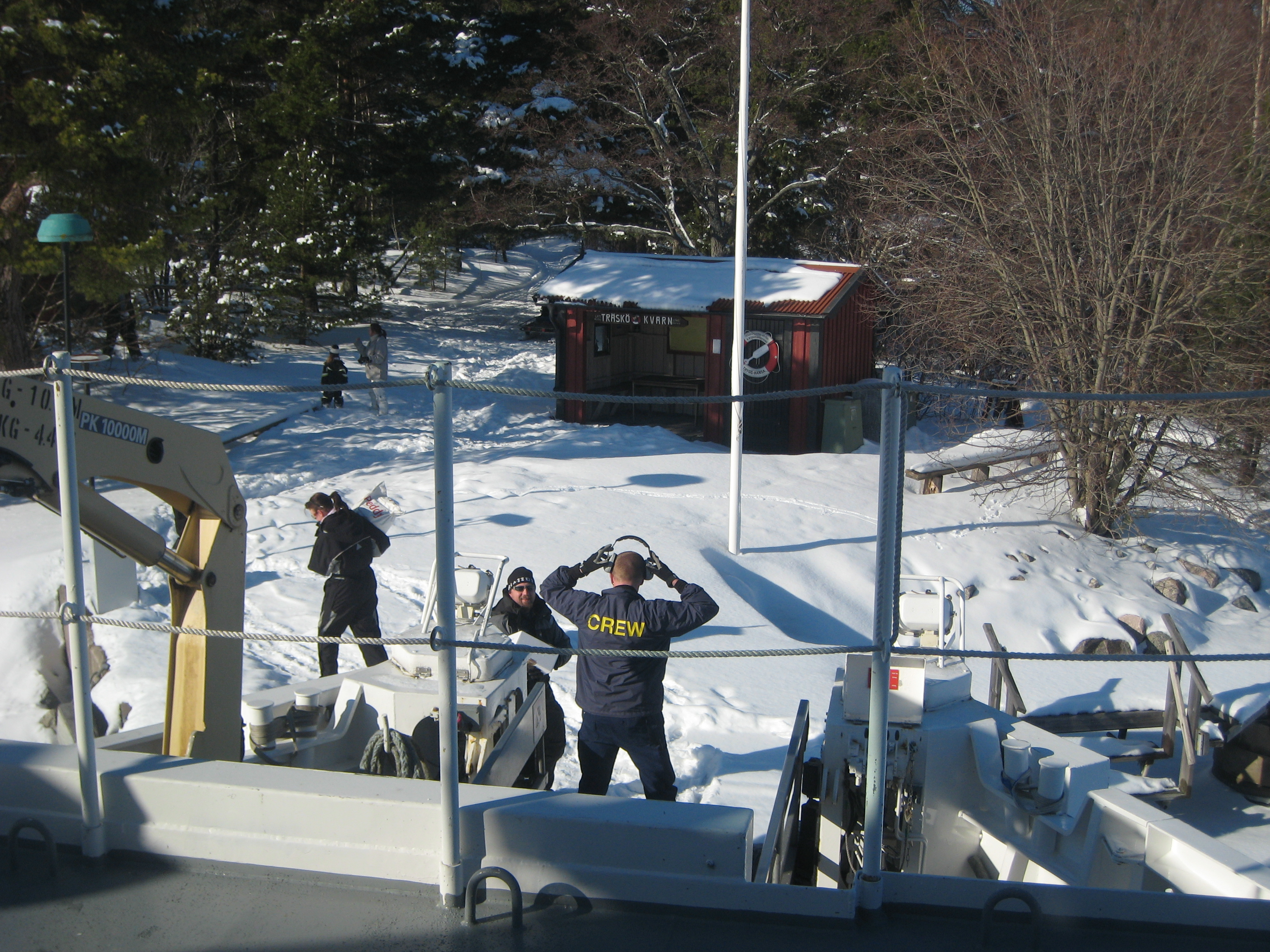
Waxholmsbolaget levererar inte bara passagerare utan också gods till framförallt de väglösa öarna i ytterskärgården.

Waxholmsbolaget, egentligen Waxholms Ångfartygs Aktiebolag, är ett svenskt rederi som ägs av Region Stockholm och svarar för kollektivtrafik i Stockholms skärgård. Verksamheten är till större delen skattefinansierad.
Waxholmsbolaget har tre terminaler: Strömkajen, Vaxholm och Stavsnäs. Dessutom utgår en stor del av trafiken från andra fastlandsbryggor som är nåbara med landburen kollektivtrafik, av Region Stockholms trafiknämnd kallade replipunkter.
Waxholmsbolaget har 25 egna fartyg, men sammanlagt används ett 60-tal olika fartyg för den trafik som utförs av Waxholmsbolaget. Under sommaren trafikeras cirka 299 bryggor i hela skärgården, mellan Arholma och Landsort. Fyra av Waxholmsbolagets fartyg trafikeras under SL-flagg, linje 82 Djurgårdsfärjan.  
Sammanlagt har skärgårdstrafiken cirka 1,8 miljoner passagerare per år. 

## Historik
Rederiet har sin grund i det 1849 bildade Djurgårds-Ångbåts-Aktie-Bolag. År 1869 ombildades bolaget till Waxholms Ångfartygs Aktiebolag eller ”Waxholmsbolaget” som det i folkmun kom att kallas. Verksamheten växte, och 1899 köptes det konkurrerande Stockholm-Vaxholm Rederi AB upp. I samband med detta ändrades bolagsnamnet till Waxholms Nya Ångfartygs AB. Runt sekelskiftet tillkom också många av de klassiska skärgårdsfartygen Express I, Norrtelje, Waxholm I, Waxholm II och Prins Gustaf.
År 1913 övertog Stockholms Enskilda Bank det ekonomiska ansvaret för Waxholmsbolaget, med ambitionen att utveckla bolaget och bedriva trafik i hela Stockholms skärgård. Expansionen skedde genom att Waxholmsbolaget redan år 1913 köpte flera andra skärgårdsrederier, bland dem Östanåbolaget, Rederi AB Vaxholms skärgård, Ångfartygs AB Ljusterö, samt (1914) Ångfartygs AB Södertörn. Det var under denna tid som Waxholmsbolaget fick sin välkända blå-gula skorsten med ett svart W, ritat av marinmålaren Jacob Hägg.
År 1946 tog Stockholms Rederi AB Svea över aktiemajoriteten i Waxholmsbolaget. Med tiden framstod det som ett trafikpolitisk mål att det fanns en väl fungerande skärgårdstrafik i Stockholms skärgård. Båttrafiken började mer och mer betraktas som en del av det samlade utbudet av kollektivtrafik. Samtidigt växte en stark opinion fram hos allmänheten för att rädda de äldsta fartygen. Hösten 1963 inleddes förhandlingar mellan moderbolaget Rederi AB Svea och Vaxholms kommun om ett övertagande av Waxholmsbolaget till hösten 1964. Till det kommunalägda bolaget planerades att överföra ångfartygen Express II (vilket döptes om till Waxholm), Norrskär, Saxaren och Storskär, samt motorfartygen Västan, Hugin, Ran och Rödlöga . Efter att ha grundstött under sommaren 1964 sjönk Saxaren och ingick till slut därför inte i övertagandet. Saxaren seglar fortfarande i skärgården under namnet Gustafsberg VII. 
Från 1964 var Vaxholms stad ägare till Waxholmsbolaget, innan Stockholms läns landsting övertog bolaget år 1967. Ägarbytet var ett led i arbetet med att säkra skärgårdstrafiken och samordna den med länets övriga kollektivtrafik. År 1970 blev även Djurgårdsfärjorna, som då drevs av Stockholms Ångslups AB (med anor från 1863), en del av Waxholmsbolaget.
I mars 1978 brann Waxholm i Stavsnäs och totalförstördes vilket minskade bolagets antal ångfartyg till två. Waxholmsbolagets kvarvarande tre klassiska fartyg Västan, Norrskär och Storskär är ännu i trafik. 
Sedan 1994 driver inte Waxholmsbolaget trafiken i egen regi utan är på samma sätt som till exempel SL en beställare, som tecknar avtal med olika entreprenörer. 

## Replipunkter
Platserna är utsedda som lämpliga för omstigning mellan land- och båttrafik och har även nyttan av samordnade tidtabeller mellan båt- och busstrafik. I allmänhet finns även en anlagd pendlarparkering, åtminstone i privat regi.
Mestadels (beroende på landstingspolitisk vilja och avtalsmöjligheter) finns även en samordnad godshantering, så att styckegods kan lämnas vid en centralt placerad speditionsterminal för vidare sortering och samleverans till respektive replipunkt inför båttrafikens avgångar.
Listan över replipunkter och övriga omstigningsplatser utgörs huvudsakligen av (från norr) Simpnäs, Räfsnäs, Furusund, Östanå, Åsättra, Boda, Sollenkroka, Stavsnäs, Dalarö, Årsta havsbad och Nynäshamn. Somliga fungerar som ändhållplats för busslinjer och / eller båtturerna, andra utgör stoppställen utefter resvägen.

## Fartyg

### Klassiska fartyg

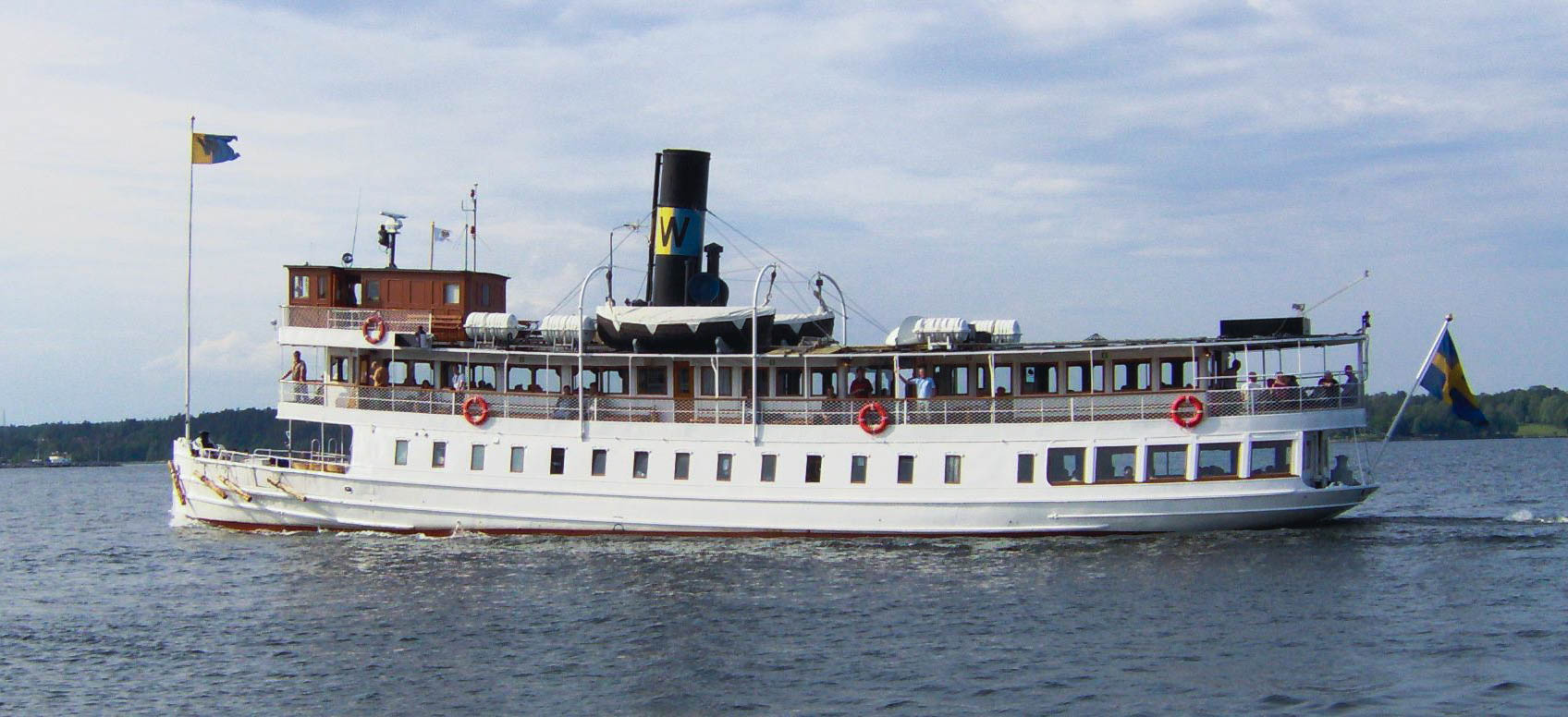
S/S Norrskär

- Norrskär
- Storskär
- Västan

### Isgående fartyg

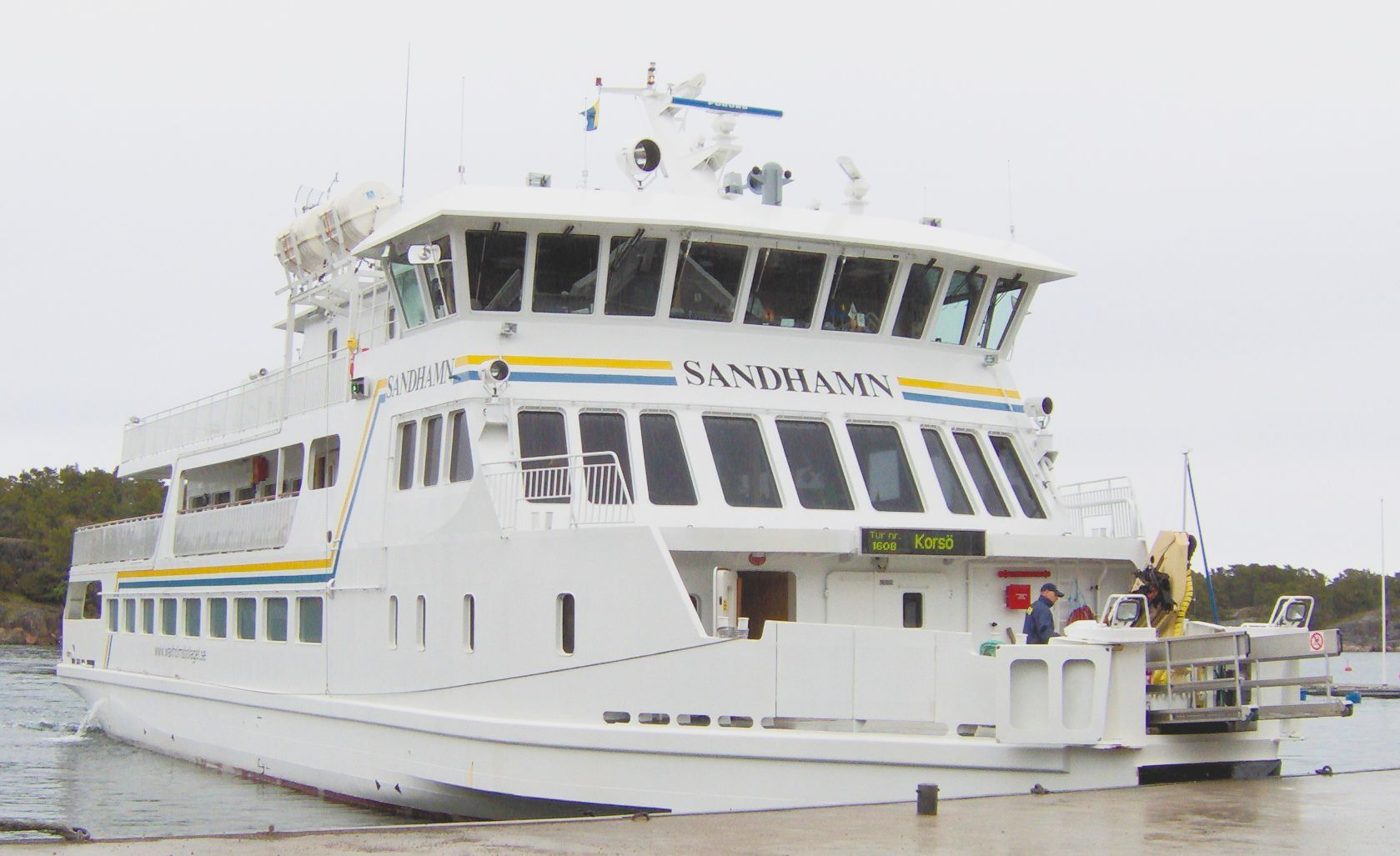
Waxholsbolagets fartyg M/S Sandhamn

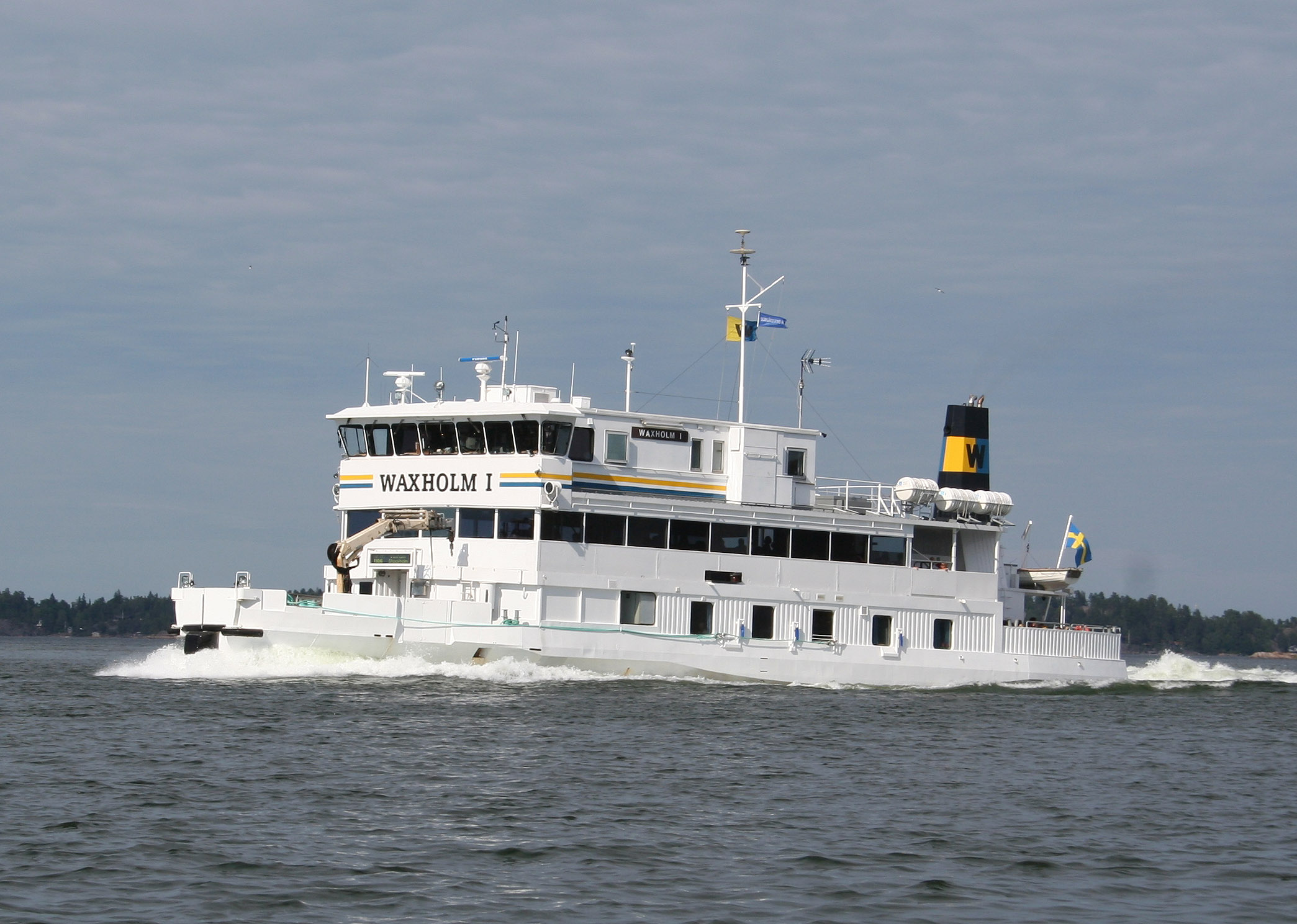
M/S Waxholm I

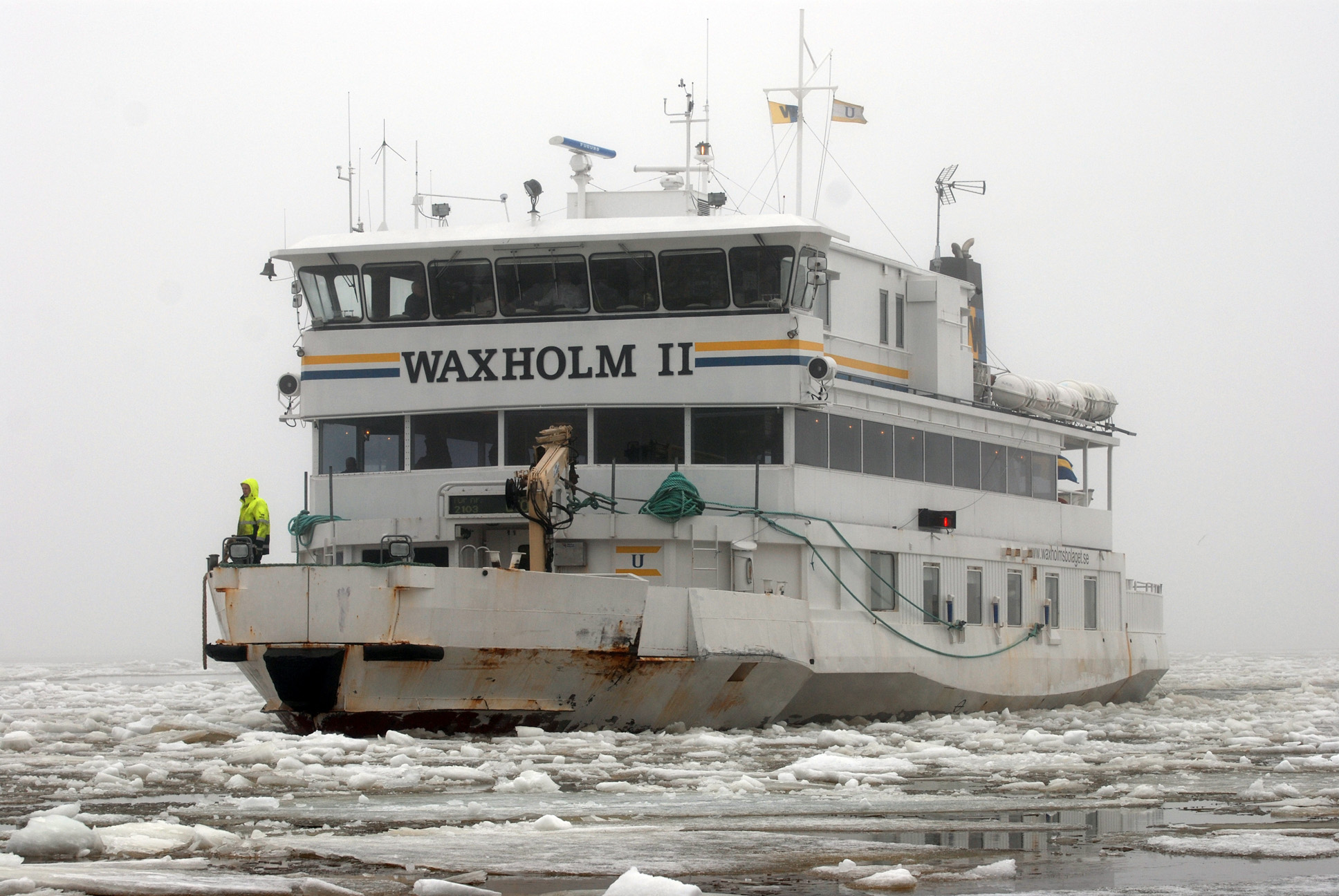
M/S Waxholm II

- Dalarö
- Nämdö
- Gällnö
- Sandhamn
- Solöga
- Söderarm
- Vindöga
- Waxholm I
- Waxholm II
- Yxlan

### Snabbgående fartyg
- Roslagen
- Saxaren
- Skärgården
- Vaxö
- Viberö
- Vånö
- Väddö
- Värmdö

### Djurgårdsfärjor
- Djurgården 8
- Djurgården 9
- Djurgården 10
- Djurgården 11